# Chlorodynerus somalus
Chlorodynerus somalus är en stekelart som beskrevs av Giordani Soika 1957. Chlorodynerus somalus ingår i släktet Chlorodynerus och familjen Eumenidae. Inga underarter finns listade i Catalogue of Life.